# Nancy Mace
Nancy Ruth Mace (nasceu a 4 de dezembro de 1977) é uma empresária, política e autora norte-americana que atua como representante dos EUA para o 1º distrito congressional da Carolina do Sul desde 2021. O seu distrito inclui grande parte da parte do estado da Costa Leste, de Charleston a Hilton Head Island.
Em 1999, Mace foi a primeira mulher a formar-se no programa Corpo de Cadetes da Cidadela. De 2018 a 2020, representou o 99º distrito da Câmara dos Representantes da Carolina do Sul, cobrindo Hanahan, nordeste de Mount Pleasant e Daniel Island. Mace é a primeira mulher republicana a ser eleita para o Congresso da Carolina do Sul.

## Infância e juventude
Mace nasceu em Fort Bragg, Carolina do Norte, filha do oficial do Exército dos Estados Unidos James Emory Mace e da professora Anne Mace. Em 1999, ela tornou-se a primeira mulher a formar-se no programa Corpo de Cadetes da Cidadela, recebendo um diploma em administração de empresas. Mace escreveu In the Company of Men: A Woman at The Citadel (Simon& Schuster, 2001) sobre essa experiência.
Mace fez mestrado em jornalismo e comunicação em massa pela Faculdade de Jornalismo e Comunicação de Massa da Universidade da Geórgia.
Em 2008, Mace fundou um negócio de consultoria chamado The Mace Group.

## Câmara dos Representantes dos Estados Unidos

### Eleições

#### 2020
Em junho de 2019, Mace anunciou que buscaria a indicação republicana para o 1º distrito congressional da Carolina do Sul, centrado em Charleston e na época representado por Joe Cunningham. Durante a sua campanha primária, Mace publicou um anúncio que afirmava que ela "ajudaria o presidente Trump a cuidar dos nossos veteranos" e na qual o vice-presidente Pence a chamou de "uma americana extraordinária com uma vida extraordinária de realizações — passado, presente e futuro". Ela venceu a eleição com 57,5% dos votos.
Mace concentrou a sua campanha na proibição da perfuração offshore na costa da Carolina do Sul e na restauração da economia do país da Carolina do Sul. Ex-funcionários do Corpo de Fuzileiros Navais dos EUA criticaram durante a campanha por executar comerciais factualmente imprecisos, implicando que Cunningham queria fechar o Marine Corps Recruit Depot Parris Island.
Nas eleições gerais de novembro, Mace derrotou Cunningham, e assume o cargo a 3 de janeiro de 2021.

#### Posse
Mace foi uma dos sete republicanos que recusaram-se publicamente a apoiar os esforços dos seus colegas para desafiar os resultados das eleições presidenciais de 2020 a 6 de janeiro de 2021. Esses sete assinaram uma carta que, a menos que dê credibilidade às alegações de fraude eleitoral de Trump, disse que o Congresso não tinha autoridade para influenciar o resultado da eleição. Mace estava tão preocupado com a atmosfera hostil que Trump estava gerando no Distrito de Columbia que ela enviou os seus filhos para casa na Carolina do Sul antes da votação no Congresso para aceitar os votos do Colégio Eleitoral. Uma multidão invadiu os edifícios da Câmara e do Senado, Mace implorou a Trump para condená-lo. Enquanto estava trancada no seu escritório do Capitólio, ela disse à apresentadora da CBSN, Elaine Quijano,"Estou implorando ao presidente para sair do Twitter".

#### Comités
- Comitê de Transporte e Infraestrutura;[10]
- Comitê de Supervisão e Reforma;[11]
- Comitê de Assuntos dos Veteranos.[12]

## Posições politicas
Ela opõe-se ao Affordable Care Act, dizendo: "Devemos usar todos os meios possíveis para revogar, defender e, finalmente, parar o obamacare".

Em abril de 2021, Mace expressou a sua oposição às propostas para conceder o Distrito de Columbia um Estado. Ela argumentou que D.C. é muito pequeno para ser um estado, dizendo: "D.C. não se qualificaria como um distrito congressional singular". Em seu anúncio, ela estava ao lado de Liz Cheney, representante dos EUA para o único distrito congressional de Wyoming, que tem uma população menor que D.C.